# Götaforsliden
Götaforsliden är en cirka 280 meter lång gata i Kvarnbyn i Mölndal. Den sträcker sig från Norra Forsåkersgatan till Royens gata. Gatan fick sitt namn 1926.
Namnet Götaforsliden är folkligt och belagt 1918. Namnkommittén föreslog att gatan skulle heta Mjölnaregatan, men disponenten vid bomullsspinneriet Götafors förordade att Götaforsliden skulle stadfästas.
Andra namn som förekommit är Lia eller Södra Liden, Kvarnbacken och Lella-Kråka. Orsaken till smeknamnen Glada gatan och Tysta gatan är okända.
Vid Götaforsliden har funnits tre byggnader med namnet Götafors:
- 1827 anlades handpappersbruket Göthafors på tomten kvarnfallet 23. Det köptes 1857 av Mölndals Spinneri AB och revs därefter och en ny tegelbyggnad uppfördes.

- På tomten kvarnfallet 20 anlades 1848–1849 Lidfors pappersbruk, eller Lilla Götafors. Det brann 1851, byggdes upp igen, men ersattes på 1870-talet av den nuvarande tegelbyggnaden.

- Mölndals Spinneri AB uppförde 1857 en trevånings tegelbyggnad på tomterna kvarnfallet 22 och 23, men bolaget gick i konkurs när byggnaden just uppförts. Sedan byggnaden stått öde i flera år såldes den och på 1870-talet inrättades en sulfitfabrik i byggnaden. Efter en konkurs gjordes fabriken om till bomullsspinneri och Götafors AB bildades år 1894. Efter en brand 1925 renoverades byggnaden och under åren 1927–1971 inrymdes där en trikåfabrik. Senare hade Berol kemi sitt huvudkontor där. Efter en brand 1986 byggdes den om till kontorshus.